# Planxty

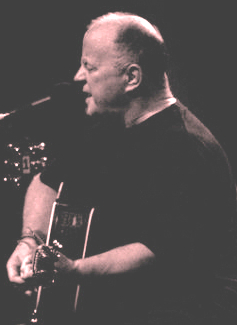
Christy Moore - Mitglied von Planxty

Planxty war eine irische Folkmusikgruppe, die in den frühen 1970er Jahren gegründet wurde. Sie spielte überwiegend irische Traditionals, aber auch zeitgenössische Lieder. Dabei hat Planxty vor allem althergebrachte irische akustische Instrumente verwendet, aber frühzeitig auch Elemente anderer Kulturkreise, wie die Balkan-Folklore und Instrumente wie die Bouzouki, in ihre Musik einbezogen. Planxty wurde als „einflussreichste Band in der Geschichte der traditionellen irischen Musik“ bezeichnet.

## Bandgeschichte
1972 veröffentlichte Christy Moore sein zweites Album Prosperous, das er unter anderem mit seinem Schulfreund Lunny, Irvine und O’Flynn eingespielt hatte. Im Januar 1972 gründeten die vier Musiker Planxty. 
Damit bestand die Band aus den folgenden Musikern:
- Andy Irvine (Gesang, Mandoline, Irische Bouzouki)
- Christy Moore (Gesang, akustische Gitarre, Bodhrán)
- Dónal Lunny (Irische Bouzouki, Gitarre, Synthesizer)
- Liam O’Flynn (Uilleann Pipes, Tin Whistle)

Der erste Auftritt als Vorgruppe für Donovan in Galway machte sie Ostern 1972 einem breiteren Publikum bekannt. Ihre Debütsingle Three Drunken Maidens/Sí-Beag, Sí-Mór wurde ein Erfolg, so dass sie einen Exklusivvertrag mit dem Label Polydor abschließen konnten. Dieser Vertrag sah eine Summe von 30.000 Pfund Sterling für sechs Alben vor, abzüglich der Produktionskosten, und geringe Tantiemen für verkaufte Schallplatten – die Summe stellte sich als sehr niedrig heraus. Bereits 1972 erschien bei Polydor die Single Cliffs of Dooneen/Yarmouth Town. Ihre erste LP, Planxty, brachte die Band Anfang 1973 heraus. Sie enthielt vor allem neuartig arrangierte traditionelle Lieder und Tänze sowie Eigenkompositionen. Ebenfalls bei Polydor veröffentlichte sie noch im gleichen Jahr das Album The Well Below the Valley und 1974 Cold Blow and the Rainy Night. Die Band ging ab 1973 in Großbritannien, Mittel- und Nordeuropa auf ausgedehnte Tourneen.
Es gab zahlreiche Besetzungswechsel; einige Musiker waren in mehreren Bands gleichzeitig tätig. Johnny Moynihan ersetzte Dónal Lunny im Jahr 1973, Paul Brady kam 1974 für Christy Moore. In der Ursprungsformation nahm Planxty erst fünf Jahre später wieder Stücke auf; Ergebnis waren zwei weitere LPs, nämlich After the Break (1979) und The Woman I Loved so Well (1980). Bill Whelan wirkte erstmals als Keyboarder mit. Die Mitglieder von Planxty gingen auch weiterhin gelegentlich getrennte Wege, fanden dazwischen auch wieder zusammen und bezogen andere Musiker mit ein, so etwa den Flötisten Matt Molloy, der später Mitglied der Chieftains wurde. Ab 1983 konzentrierten sich Lunny und Moore auf ihre neue Gruppe Moving Hearts, Irvine und O’Flynn auf ihre Soloauftritte. 
2003 bis 2005 spielte Planxty wieder zusammen. 2004 tourte die Band in der um Nollaig Ni Cathasaigh und Bill Whelan verstärkten Originalbesetzung erneut durch Irland; dabei entstand ein Live-Mitschnitt (The Best of Planxty Live), der auf DVD und CD veröffentlicht wurde.

## Bandname
Der Name Planxty stammt von dem Harfenisten Turlough O’Carolan, der das Wort in vielen seiner Stücke verwendete. Über seine Bedeutung gibt es unterschiedliche Aussagen, beispielsweise dass es eine Abwandlung des verbreiteten Trinkspruches sláinte sei oder auch vom lateinischen Wort planctus herrührt, was so viel bedeutet wie „Wehklagen“. Außerdem ist es ein Namensbestandteil, der unter anderem in zahlreichen Songtiteln vorkommt.

## Diskographie
- 1973: Planxty
- 1973: The Well Below The Valley
- 1974: Cold Blow and the Rainy Night
- 1976: The Planxty Collection
- 1979: After The Break
- 1980: The Woman I Loved So Well
- 1983: Words & Music
- 2004: The Best of Planxty Live
- 2016: Between The Jigs & The Reels: A Retrospective